# Joel Silver
Joel Silver (South Orange (New Jersey), 14 juli 1952) is een Amerikaans filmproducent.

## Filmografie
- Veronica Mars (2014)
- Non-Stop (2014)
- Enemies Closer (2013)
- Getaway (2013)
- Bullet to the Head (2012)
- The Factory (2012)
- The Apparition (2012)
- El Gringo (2012)
- Stash House (2012)
- The Philly Kid (2012)
- Dragon Eyes (2012)
- Project X (2012)
- Transit (2012)
- Sherlock Holmes: A Game of Shadows (2011)
- Unknown (2011)
- The Losers (2010)
- The Book of Eli (2010)
- Sherlock Holmes (2009)
- Ninja Assassin (2009)
- The Factory (2009)
- The Hills Run Red (2008)
- Whiteout (2009)
- RocknRolla (2008)
- Speed Racer (2008)
- The Brave One (2007)
- The Visiting (2007)
- Fred Claus (2007)
- The Reaping (2007)
- V for Vendetta (2005)
- Kiss, Kiss, Bang, Bang (2005)
- House of Wax (2005)
- Bet Your Life (2004)
- Gothika (2003)
- The Matrix Revolutions (2003)
- The Matrix Reloaded (2003)
- The Animatrix (2003)
- Cradle 2 the Grave (2003)
- Ghost Ship (2002)
- Ritual (2001)
- Jane Doe (2001)
- The Matrix Revisited (2001)
- Thir13en Ghosts (2001)
- Swordfish (2001)

- Proximity (2001)
- Exit Wounds (2001)
- Dungeons & Dragons: The Movie (2000)
- Romeo Must Die (2000)
- House on Haunted Hill (1999)
- Made Men (1999)
- The Matrix (1999)
- Lethal Weapon 4 (1998)
- Double Tap (1997)
- Conspiracy Theory (1997)
- Fathers' Day (1997)
- Bordello of Blood (1996)
- Executive Decision (1996)
- Fair Game (1995)
- Assassins (1995)
- W.E.I.R.D. World (1995)
- Demon Knight (1995)
- Richie Rich (1994)
- Demolition Man (1993)
- Lethal Weapon 3 (1992)
- Two-Fisted Tales (1991)
- The Last Boy Scout (1991)
- Ricochet (1991)
- Hudson Hawk (1991)
- Parker Kane (1990)
- Predator 2 (1990)
- The Adventures of Ford Fairlane (1990)
- Die Hard 2: Die Harder (1990)
- Lethal Weapon 2 (1989)
- Road House (1989)
- Die Hard (1988)
- Action Jackson (1988)
- Predator (1987)
- Lethal Weapon (1987)
- Jumpin' Jack Flash (1986)
- Commando (1985)
- Weird Science (1985)
- Brewster's Millions (1985)
- Streets of Fire (1984)
- Jekyll & Hyde... Together Again (1982)
- 48 Hrs. (1982)
- Xanadu (1980)
- The Warriors (1979)

## Televisie
- Hail Mary (2011) uitvoerend producent
- The Odds (2010) uitvoerend producent
- Moonlight (2007-2008) uitvoerend producent
- Veronica Mars (2004-2007) uitvoerend producent
- Tales from the Crypt (1989-1996) uitvoerend producent